# Anna Bornhoff
Anna Bornhoff (* 17. November 1981 in Hamm) ist eine ehemalige deutsche Fußballspielerin. Die Stürmerin spielte zuletzt für den Bundesligisten 1. FFC Turbine Potsdam.

## Karriere

### Vereine
Bornhoff begann ihre Karriere bei der SG Sendenhorst. Nach der D-Jugend wechselte sie in die Mädchenmannschaft des SC Germania Stromberg. Von der U13 bis zur U19 spielte sie in der Westfalenauswahl. Nach dem Abitur zog sie für ihr Studium nach Bayreuth und spielte zunächst für die SpVgg Bayreuth und später für den bayerischen Landesligisten FC Eintracht Münchberg.
2005 wechselte Bornhoff zum Zweitligisten TSV Crailsheim. Den Kontakt stellte Norbert Düwel, Trainer der deutschen Nationalmannschaft der Studentinnen, her. In Crailsheim erkämpfte sich Bornhoff einen Stammplatz und stieg gleich am Ende der ersten Saison in die Bundesliga auf. Mit elf Toren war sie die erfolgreichste Torschützin ihrer Mannschaft.
Nach dem Abschluss ihres Studiums 2007 veränderte sie sich beruflich nach Berlin. Da sie wegen ihres Berufes kürzertreten wollte, plante sie zu einem Zweitligisten zu wechseln. Tennis Borussia Berlin und Aufsteiger 1. FC Union Berlin unterbreiteten ihr Angebote. Dennoch schloss sie sich – nach einem intensiven Gespräch mit Bernd Schröder – dem Erstligisten 1. FFC Turbine Potsdam an. Aufgrund der hohen beruflichen Belastung löste sie ihren Vertrag zum 31. Dezember 2007 auf.

### Nationalmannschaft
Als Studentin nahm Bornhoff mit der Studentinnen-Nationalmannschaft an der Universiade 2007 in Bangkok teil.

## Sonstiges
Bornhoff schloss an einem privaten Gymnasium in Wadersloh mit Abitur ab. Danach studierte sie in Bayreuth Sportökonomie sowie die Fächer Sport und Musik auf Lehramt. Im Sommer 2007 wurde sie Assistentin der Geschäftsführung im Organisationskomitee für die Leichtathletik-Weltmeisterschaften 2009 in Berlin.